# گلیسون (ویسکانسین)
گلیسون (به انگلیسی: Gleason) یک منطقهٔ مسکونی در ایالات متحده آمریکا است که در شهرستان لینکلن، ویسکانسین واقع شده‌است. گلیسون ۴۴۷٫۱۵ متر بالاتر از سطح دریا واقع شده‌است.